# Battle (rzeka)
Battle – rzeka o długości 570 km w kanadyjskich prowincjach Alberta i Saskatchewan. Dopływ rzeki Saskatchewan Północny.